# 三條公賴
三條公賴（1495年—1551年9月30日），是三條家第16代當主。公賴生有三個女兒，分別是細川晴元的夫人、武田信玄正室三條夫人、本願寺顯如的夫人如春尼。三條家又稱為轉法輪三條家，是藤原北家藤原師輔第12男藤原公季的子孫，而藤原實行是他們的祖先。
三條家屬於清華家之一，官至太政大臣。三條家的家風是對於信仰方面相當堅定，而且秉性節儉。

## 生平
生於明應四年（1495年），父親為三條家第15代當主三條實香。
公賴在永正十一年（1514年）成為權中納言，天文十年（1541年）升內大臣，天文十二年（1543年）升為右大臣，到了天文十五年（1546年）一月敘任為左大臣，同年三月辭去左大臣職務。
天文五年（1536年）三月，甲斐國守護武田信虎的嫡男武田晴信元服，公賴以敕使身份由京都前往甲斐；同年七月，將次女三條夫人嫁給晴信。不過三條家的財政卻沒有因此獲得改善，一樣過得非常清苦，所以後來公賴也讓三女如春尼充當管領細川晴元的養女。
天文二十年（1551年）八月，公賴應大內義隆的邀請而前往周防國。三條家與大內家其實很早以前就有些交情，早在文明十一年（1479年）四月，公賴的祖父三條公敦就曾應邀前往周防大內家。但不同的是，公賴此次前往周防，卻是有去無回。天文二十年（1551年）九月，大內義隆家臣陶隆房發動叛亂，公賴不幸被捲入其中，最終遭到殺害（大寧寺之變）。
公賴逝世後，安葬於山口縣的大寧寺。此外因公賴沒有兒子，之後由分家的正親町三條實教（正親町三條公兄之子）與三條實綱（三條西實枝之子）繼承了三條家。
| 王位覬覦者        | 王位覬覦者                             | 王位覬覦者        |
| ----------------- | -------------------------------------- | ----------------- |
| 前任： 三條實香   | 三條家當主 1559年4月2日－1551年9月30日 | 繼任： 三條實教   |
| 官衔              |                                        |                   |
| 前任： 三條西公條 | 內大臣 1541年4月24日－1543年8月28日    | 繼任： 今出川公彥 |
| 前任： 三條西公條 | 右大臣 1543年8月28日－1545年7月10日    | 繼任： 今出川公彥 |
| 前任： 一條房通   | 左大臣 1546年3月2日－1546年4月25日     | 繼任： 今出川公彥 |
| 军职              |                                        |                   |
| 前任： 鷹司忠冬   | 右大將 1538年2月7日－1539年7月5日      | 繼任： 今出川公彥 |
| 前任： 西園寺實宣 | 左大將 1539年7月5日－1542年7月25日     | 繼任： 今出川公彥 |